# Waleń
Waleń (Eubalaena) – rodzaj ssaków z rodziny walowatych (Balaenidae).

## Rozmieszczenie geograficzne
Rodzaj obejmuje gatunki występujące w wodach półkuli południowej, północnym Atlantyku i północnym Pacyfiku.

## Morfologia
Długość ciała 14–19 m; masa ciała 60–80 tys. kg.

## Systematyka
Rodzaj zdefiniował w 1864 roku angielski zoolog John Edward Gray w artykule zatytułowanym O waleniach, które zaobserwowano w morzach otaczających Wyspy Brytyjskie, opublikowanym w czasopiśmie „Proceedings of the Zoological Society of London”. Gatunkiem typowym jest (oznaczenie monotypowe) waleń południowy (E. australis).

### Nazewnictwo
- Eubalaena: gr. ευ eu ‘ładny, piękny’; rodzaj Balaena Linnaeus, 1758 (wal)[12].
- Hunterus (Hunterius): dr John Hunter (1728–1793), anatom i chirurg, studiował anatomię wielorybów[13]. Gatunek typowy (oznaczenie monotypowe): Hunterus temminckii J.E. Gray, 1864 (= Balaena australis Desmoulins, 1822).
- Macleayius (Macleayanus): William Sharp Macleay (1792–1865), brytyjsko-australijski zoolog[14]. Gatunek typowy (oryginalne oznaczenie): Macleayius australiensis J.E. Gray, 1865 (= Balaena australis Desmoulins, 1822).
- Halibalaena: gr. ἁλι- hali- ‘morski-’, od ἁλς hals, ἁλος halos ‘morze’; rodzaj Balaena Linnaeus, 1758 (wal)[15]. Gatunek typowy (oznaczenie monotypowe): Balaena britannica J.E. Gray, 1870 (= Balaena glacialis O.F. Müller, 1776).

### Podział systematyczny
Do rodzaju należą następujące występujące współcześnie gatunki:
| Grafika | Gatunek             | Autor i rok opisu   | Nazwa zwyczajowa | Podgatunki         | Rozmieszczenie geograficzne | Podstawowe wymiary                  | Status IUCN |
| ------- | ------------------- | ------------------- | ---------------- | ------------------ | --- | ----------------------------------- | ----------- |
|         | Eubalaena glacialis | (O.F. Müller, 1776) | waleń biskajski  | gatunek monotypowy | północny Ocean Atlantycki, na zachodzie od Nowej Szkocji do Zatoki Meksykańskiej i Bermudów, na wschodzie na południe do 23° szerokości geograficznej północnej (Sahara Zachodnia); sporadycznie w Grenlandii, Islandii i Norwegii | DC: 1500–1600 cm MC: do 70000 kg    | CR          |
|         | Eubalaena japonica  | (de Lacépède, 1818) | waleń japoński   | gatunek monotypowy | północny Ocean Spokojny, od wysp Ogasawara i Riukiu (Japonia) na północ do Morza Beringa i Zatoki Alaskańskiej, rzadko na południe do Kalifornii Dolnej (Meksyk) na wschodnim Oceanie Spokojnym                                    | DC: 1410–1900 cm MC: do 80000 kg    | EN          |
|         | Eubalaena australis | (Desmoulins, 1822)  | waleń południowy | gatunek monotypowy | półkula południowa, głównie na 20–60° szerokości geograficznej południowej (niższe szerokości geograficzne w Ameryce Południowej); latem na Antarktydzie do 65° szerokości geograficznej południowej                               | DC: 1500–1650 cm MC: około 60000 kg | LC          |

Kategorie IUCN:  LC  – gatunek najmniejszej troski,  EN  – gatunek zagrożony,  CR  – gatunek krytycznie zagrożony.
Opisano również gatunki wymarłe:
- Eubalaena ianitrix Bisconti, Lambert & Bosselaers, 2017[18] (pliocen)
- Eubalaena shinshuensis Kimura, Narita, Fujita & Hasegawa, 2007[19] (miocen/pliocen).